# Pedro Calomino
Bleo Pedro Fournol (ur. 13 marca 1892 w Buenos Aires, zm. 12 stycznia 1950 tamże) – argentyński piłkarz grający jako prawoskrzydłowy oraz trener. Znany pod przydomkiem Calomino.
Uznaje się go za piłkarza, który jako pierwszy w Argentynie wykonał strzał przewrotką – bicicleta.

## Kariera klubowa
Calomino jest wychowankiem stołecznego Boca Juniors, w którym zadebiutował w 1911 roku w spotkaniu przeciwko CA Independiente (2:1) w którym zdobył gola.
W 1914 roku – na krótko – przeniósł się do Hispano Argentino i Quilmes, po czym wrócił do macierzystego Boca Juniors, gdzie grał aż do zakończenia kariery w 1924 roku. Łącznie dla Xenezis rozegrał 222 spotkania, w których zdobył 97 bramek. Sześć razy był najlepszym strzelcem Boca – w 1913, 1915, 1916, 1917, 1918 i 1919 roku – rekord ten pobił dopiero Martín Palermo w 2009 roku. Obecnie Calomino zajmuje dziewiąte miejsce w rankingu najlepszych strzelców w historii klubu.
W trakcie kariery słynął z fantastycznych dryblingów. Swój styl gry opierał na swojej szybkości, często strzelał na bramkę w pełnym biegu.

## Kariera reprezentacyjna
W reprezentacji Argentyny zadebiutował w 1912 roku podczas turnieju Gran Premio de Honor Argentino.
Był w kadrze narodowej na czterech turniejach o Copa America. Na turnieju w 1917 zagrał w dwóch spotkaniach – z Brazylią (zdobył bramkę) i Urugwajem, a Argentyna została wicemistrzem Ameryki Południowej. Dwa lata później Argentyna zdobyła brąz, a Calomino zagrał we wszystkich trzech meczach – z Urugwajem, Brazylią i Chile. Po raz trzeci na turnieju zagrał w 1920 roku, kiedy Argentyna po raz drugi została wicemistrzem Ameryki Południowej. W trakcie turnieju zagrał we wszystkich trzech meczach – z Urugwajem, Chile i Brazylią. W trakcie spotkania z Urugwajem nie wykorzystał rzutu karnego, który obronił Juan Legnazzi. Ostatnim turniejem piłkarza była Copa América w 1921 roku, kiedy pełnił rolę grającego trenera. Calomino zagrał we wszystkich trzech meczach – z Brazylią, Paragwajem i Urugwajem, a kierowana przez niego drużyna Argentyny zdobyła pierwszy złoty medal w historii.
Dla reprezentacji Argentyny grał w latach 1912-1921, w trakcie których rozegrał 37 meczów i zdobył 5 bramek.

## Sukcesy

### Klubowe
Boca Juniors
- Primera División: 1919, 1920, 1923, 1924
- Copa Competencia Jockey Club: 1919
- Copa Ibarguren: 1919, 1923
- Tie Cup: 1919
- Copa de Honor Cousenier : 1920

### Reprezentacyjne
Argentyna
- Copa América: 1921